# Hologagrella curvicornis
Hologagrella curvicornis is een hooiwagen uit de familie Sclerosomatidae.